# Ageratum tomentosum
Ageratum tomentosum là một loài thực vật có hoa trong họ Cúc. Loài này được (Benth. ex Benth.) Hemsl. mô tả khoa học đầu tiên năm 1881.